# Braulio Sáez Garcia
Braulio Sáez Garcia OCD (Quintanaloranco, Espanha, 23 de março de 1942) é um clérigo religioso espanhol e bispo auxiliar emérito em Santa Cruz de la Sierra.
Bráulio Sáez Garcia ingressou na Congregação dos Carmelitas Descalços, fez a profissão em 28 de março de 1966 e foi ordenado sacerdote em 25 de março de 1968.
Em 18 de fevereiro de 1987, o Papa João Paulo II o nomeou Bispo Titular de Tacapae e Bispo Auxiliar de Oruro. O Bispo de Oruro, Julio Terrazas Sandoval CSsR, o consagrou em 13 de maio do mesmo ano; Os co-consagrantes foram Gonzalo de Jesús María del Castillo Crespo OCD, Bispo Auxiliar de La Paz, e Gonzalo López Marañón OCD, Vigário Apostólico de San Miguel de Sucumbíos.
Em 7 de novembro de 1991 foi nomeado Bispo de Oruro. Em 11 de setembro de 2003, o Papa João Paulo II aceitou sua renúncia à diocese de Oruro e o nomeou bispo auxiliar de Santa Cruz de la Sierra e bispo titular de Rhasus.
O Papa Francisco aceitou sua aposentadoria em 12 de abril de 2018.